# فرانز إكسنر
فرانز إكسنر (بالألمانية: Franz Exner) (و. 1881 – 1947 م) هو عالم جريمة، وأستاذ جامعي نمساوي، ولد في فيينا، توفي في ميونخ، عن عمر يناهز 66 عاماً.